# Amenemope-Stele

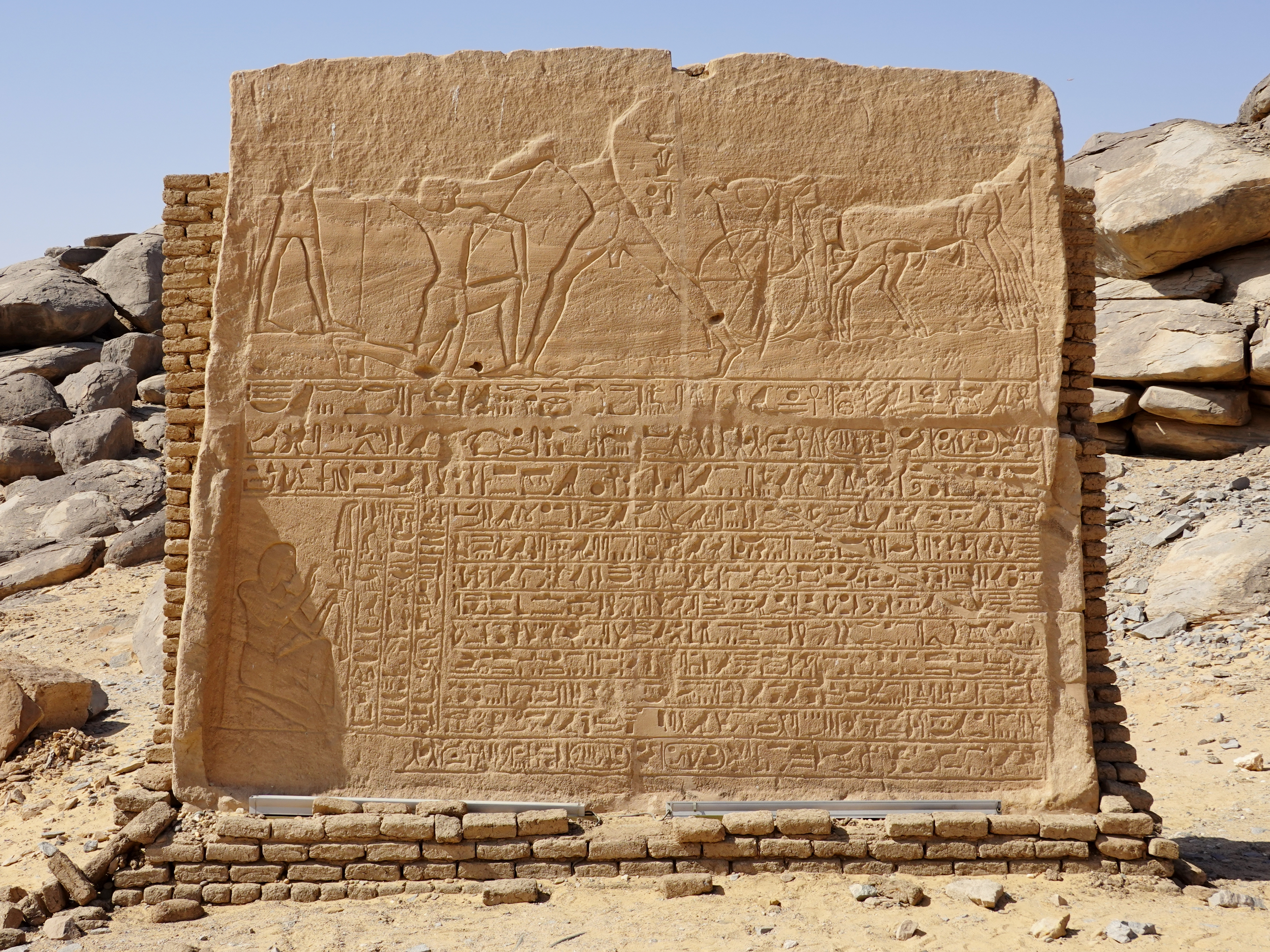
Felsstele des Amenemope

Die Amenemope-Stele ist eine altägyptische Felsstele mit einer Hieroglypheninschrift, die auf Amenemope (Jmn-m-Jp.t) zurückgeht, den Vizekönig von Kusch unter Sethos I. und möglicherweise Ramses II. Sie stammt von der steil abfallenden südlichen Bergwand des Burgberges von Kasr Ibrim, dem ehemaligen Pedeme oder Primis, am östlichen Nilufer etwa 180 Kilometer südwestlich von Assuan. Die Felsstele wurde vor der Überflutung des Standortes durch den Nassersee, den Stausee des Assuan-Hochdamms, in den 1960er Jahren in vier Teilen aus dem Berg gesägt und nach einer Lagerung auf der Insel Neu-Kalabscha in den Jahren 2000 und 2001 an derselben Stelle zusammengefügt und neben der Kapelle des Dedun aufgestellt.

## Beschreibung
Ungefähre Koordinaten des ursprünglichen Standortes: 22° 39′ N, 32° 0′ O

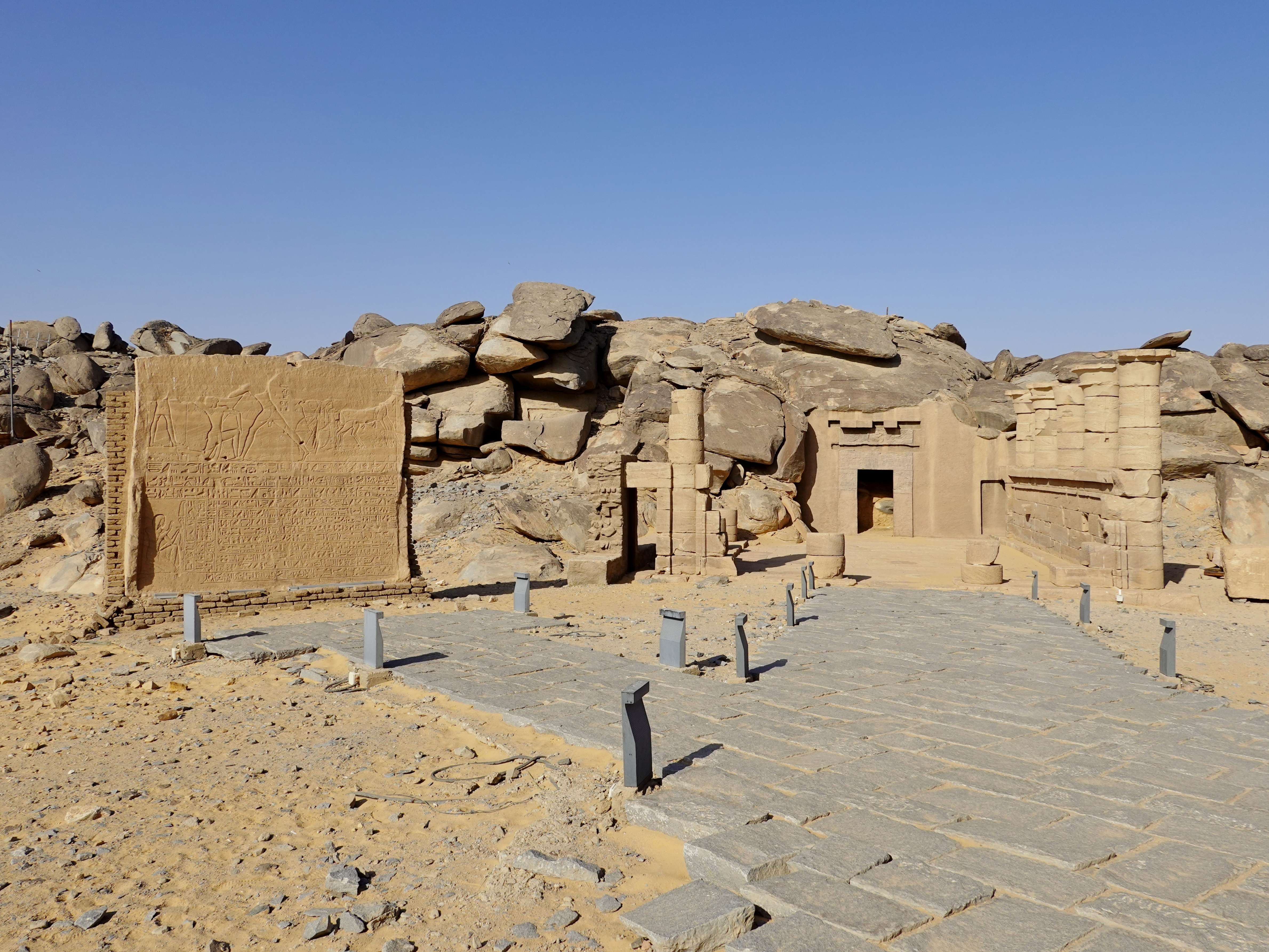
Aufstellungsort neben der spätptolemäischen Kapelle des Dedun

Die Insel Neu-Kalabscha bildet ein Freilichtmuseum umgesetzter Denkmäler, die in den 1960er Jahren vor der Überflutung durch den Nassersee gerettet wurden. Die dabei versetzten Tempel, Kapellen und Stelen stammen aus unterschiedlichen Zeiten des Alten Ägypten. Der Aufstellungsort der Amenemope-Stele neben der spätptolemäischen Kapelle des Dedun hat deshalb keinen zeitlichen oder örtlichen Bezug. Hingegen wurde der 140 Meter nordwestlich der Stele wiedererrichtete Felsentempel Bet el-Wali etwa zur gleichen Zeit erbaut. In ihm ist Vizekönig Amenemope mehrfach genannt und dargestellt.
Die 4,25 Meter breite und 3,5 Meter hohe Amenemope-Stele mit ihrer zwölfzeiligen Hieroglypheninschrift stammt aus der Zeit der 19. Dynastie des Neuen Reiches. Die der Verherrlichung des Königs dienende Felsstele zeigt in ihrem (im oberen Teil zerstörten) Bildfeld Sethos I. beim Erstechen eines Feindes mit seiner Lanze vor dem links von ihm auf einem Sockel stehenden Gott Amun. Rechts des Königs steht ein mit zwei Pferden bespannter Streitwagen, von dem Sethos abgestiegen scheint. Der Stifter der Inschrift, Amenemope, kniet in Anbetungshaltung im unteren linken Bereich der Felsstele. Rechts neben ihm nennen drei senkrechte Kolumnen seinen Namen und seine Amtstitel. Die zwölf waagerechten Zeilen der Inschrift preisen Sethos’ I. Siege über die Nubier.